# Ferris (Texas)
Ferris é uma cidade localizada no estado norte-americano do Texas, no Condado de Dallas e Condado de Ellis.

## Demografia
Segundo o censo norte-americano de 2000, a sua população era de 2175 habitantes.
Em 2006, foi estimada uma população de 2384, um aumento de 209 (9.6%).

## Geografia
De acordo com o United States Census Bureau tem uma área de 8,0 km², dos quais 8,0 km² cobertos por terra e 0,0 km² cobertos por água. Ferris localiza-se a aproximadamente 142 m acima do nível do mar.

## Localidades na vizinhança
O diagrama seguinte representa as localidades num raio de 16 km ao redor de Ferris.